# Centre de contrôle océanique de Gander
 (septembre 2016).
Si vous disposez d'ouvrages ou d'articles de référence ou si vous connaissez des sites web de qualité traitant du thème abordé ici, merci de compléter l'article en donnant les références utiles à sa vérifiabilité et en les liant à la section « Notes et références ».

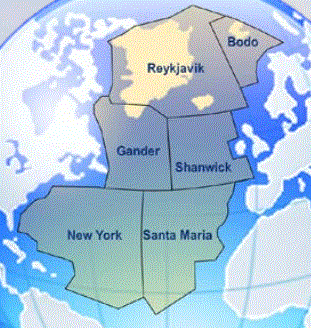
Zones de contrôle océaniques de l'Atlantique Nord.

Le centre de contrôle océanique de Gander est un centre régional de contrôle de la circulation aérienne responsable d'une portion de l'espace aérien au-dessus du nord-ouest de l'océan Atlantique et de la pointe sud du Groenland. Les installations sont situées à Gander, ville de Terre-Neuve-et-Labrador, au Canada.
Le centre est devenu célèbre en 2001 car il a assuré, lors des attentats du 11 septembre, la prise en compte d'une centaine de vols transatlantiques se dirigeant vers les États-Unis brutalement interdits d'accès et en les faisant atterrir à l'aéroport de Gander. 
En 2020, au début de la pandémie de Covid-19, l'agence Nav Canada annonce vouloir licencier 180 contrôleurs aériens de Gander. 